# ARAMIS
System sejsmiczny ARAMIS (początkowa nazwa stacjonarna aparatura mikrosejsmometryczna) – kolejna po systemie SYLOK generacja urządzeń przeznaczonych do lokalizacji wstrząsów i określania ich energii. 
System został opracowany w 2. połowie lat 80. XX wieku w Zakładzie Systemów Dyspozytorskich (ZB-7) Centrum Naukowo-Produkcyjnego Elektrotechniki i Automatyki Górniczej EMAG w Katowicach. Prace rozpoczęte w 1986 roku umożliwiły w ciągu 9 lat wdrożenie 10 systemów w polskich kopalniach węgla kamiennego. Początkowo system wykorzystywał transmisję sygnałów TSS, taką samą jak system SYLOK. System jest nadal rozwijany, a jego ostatnia wersja ARAMIS M/E posiada cyfrową transmisję sygnałów DTSS z pasmem przenoszonych częstotliwości 0-150 Hz, dynamiką rejestracji i przetwarzania 100 dB oraz możliwością współpracy nie tylko z sejsmometrami, ale także z geofonami niskoczęstotliwościowymi.

## Przeznaczenie
System ARAMIS przeznaczony był i jest do detekcji, rejestrowania oraz lokalizacji zjawisk sejsmicznych występujących w obszarze nadania kopalni. Do najważniejszych funkcji realizowanych przez system ARAMIS należą:
- detekcja i rejestracja zjawisk sejsmicznych,
- lokalizacja epicentrum zjawisk sejsmicznych metodą P, S - P, okręgów i kierunkową z wykorzystaniem zapisów 3. składników,
- dokładne określanie energii zjawisk sejsmicznych,
- uproszczone określanie energii zjawisk sejsmicznych na podstawie ich czasu trwania,
- analiza widmowa zarejestrowanych przebiegów.